# NGC 2066
NGC 2066 ist ein offener Sternhaufen im Sternbild Mensa in der Großen Magellanschen Wolke.
Das Objekt wurde am 12. November 1836 von John Herschel entdeckt.